# Bjørnørs kommun
Bjørnørs kommun (norska: Bjørnør kommune) var en kommun i Sør-Trøndelag fylke i Norge. Kommunen hade en omfattning motsvarande nuvarande Osens kommun samt den norra delen av nuvarande Åfjords kommun. Byn Roan utgjorde kommunens centralort.

## Administrativ historik
Bjørnørs kommun upprättades den 1 januari 1838 (som Bjørnøer formannskapsdistrikt) när Formannskapslovene från 1837 trädde i kraft.
Den 1 juni 1892 delades kommunen i tre och kommunerna Osen, Roan och Stoksund bildades. Den gamla kommunen hade vid delningen totalt 4 766 invånare.